# Dolichopeza (Oropeza) dorsalis
Dolichopeza (Oropeza) dorsalis is een tweevleugelige uit de familie langpootmuggen (Tipulidae). De soort komt voor in het Nearctisch gebied.